# Berber szarvas
A berber szarvas (Cervus elaphus barbarus) az emlősök (Mammalia) osztályának párosujjú patások (Artiodactyla) rendjébe, ezen belül a szarvasfélék (Cervidae) családjába tartozó gímszarvas (Cervus elaphus) egyetlen afrikai alfaja.

## Előfordulása
A berber szarvas az Atlasz-hegységben Marokkó, Tunézia és Algéria területén él. Már a római kori idők óta erősen vadászott alfaj, sokáig nagyon ritkának tartották, és egyes helyeken ki is halt. Aztán az 1990-es évektől a Tunéziában élő állatokból, a korábbi elterjedési területekre, újból betelepítették a berber szarvast. Az utóbbi időben állományai erősödtek, már nagyjából 5000 egyede élhet. A Természetvédelmi Világszövetség a „mérsékelten veszélyeztetett” kategóriába sorolja.

### Élőhelye
Az állat az elterjedési területén a sűrű, nedves erdőket kedveli.

### Ragadozói
Korábban a berber szarvasra berber oroszlánok, berber leopárdok és Atlasz-medvék vadásztak, de ezek manapság vagy kihaltak, vagy kihalófélben vannak.

## Megjelenése
A berber szarvas kisebb, mint az európai alfajok. Bundája sötétbarna, néhány fehér pettyel az oldalain és a hátán.

## Rendszertana
A legújabb genetikai vizsgálatok szerint a berber szarvast alig lehet megkülönböztetni a korzikai gímszarvastól, és mindkét állomány elkülőníthető az európai alfajoktól. Emiatt egyesek a korzikai és észak-afrikai állományokat egy új fajba helyeznék, melynek a Cervus corsicanus nevet adnák.